# 美和町 (愛知県)
美和町（みわちょう）は、名古屋市の西12km、海部郡の北端に位置していた人口約2万4千人の町である。
2010年3月22日に同郡甚目寺町、七宝町と合併してあま市となり廃止した。蜂須賀正勝、福島正則、豊臣秀次、溝口秀勝らの歴史上の人物を輩出した。

## 地理

### 隣接している自治体
- 津島市
- 愛西市
- 稲沢市
- 海部郡 甚目寺町、七宝町

### 地名
- 富塚（とみつか）
- 古道（ふるみち）
- 二ツ寺（ふたつでら）
- 木折（きおり）
- 花長（はなおさ）
- 花正（はなまさ）
- 東溝口（ひがしみぞぐち）
- 木田（きだ）
- 中橋（なかはし）
- 森山（もりやま）
- 丹波（たんば）
- 金岩（かないわ）
- 蜂須賀（はちすか）
- 北苅（きたがり）
- 乙之子（おとのこ）
- 小橋方（こばしがた）
- 篠田（しのだ）

## 歴史

### 沿革
- 1906年（明治39年） - 正則村、蜂須賀村、篠田村が合併して美和村が発足。
- 1958年（昭和33年） - 町制施行し美和町に。
- 2004年（平成16年）
  - 4月 - 七宝町、大治町と3町で研究会「名古屋市との合併研究会」設置。名古屋市に合併協議を申入れたが、名古屋市からは3町の申入れを拒否された。しかし美和町、七宝町、大治町は、以後も将来的な名古屋市との合併を視野に、3町での先行合併を検討しはじめた。また甚目寺町からは美和町、七宝町、大治町との合併の参加申入れがあったが、この申入れを拒否している。
  - 7月 - 七宝町、大治町と3町で法定協議会「大治・七宝・美和町合併協議会」設置
- 2005年（平成17年）
  - 2月 - 七宝町が合併協議から離脱を表明したために、法定協議会「大治・七宝・美和町合併協議会」を解散
- 2008年（平成20年）[1]
  - 5月 - 七宝町、甚目寺町、大治町との間に、東部四町合併研究会設置。
  - 11月 - 大治町の離脱により研究会を解散、七宝・美和・甚目寺町合併研究会設置。
- 2009年（平成21年）
  - 2月 - 住民に対して合併に関するアンケートを実施。美和町では「賛成」が43.6%、「どちらかといえば賛成」が22.0%であった[2]。
  - 4月 - アンケート結果を受け、七宝・美和・甚目寺町合併協議会を設置[3]。
  - 7月24日 - 新設される市名として公募多数と委員会選出の計6つを候補とし、協議会での投票の結果「あま市」と決定された。同時に本町役場を市役所の本庁舎とし、七宝と甚目寺の各町役場を分庁舎とすることが決定された[4]。

## 行政

### 歴代町長
- 林一雄
- 山田正三
- 近藤隆（1989年 - 1995年）
- 加藤龍夫（1995年 - 2007年）
- 石塚吾歩路（2007年 - 2010年）

## 経済

### 企業
- 名古屋電機工業株式会社
- 豊田合成株式会社 美和技術センター
- 中日本炉工業株式会社
- 三鷹金属工業株式会社

### 商業
- ナフコトミダ木田店
- スギ薬局美和店
- カーマホームセンター美和店

## 公共施設

### 警察
- 津島警察署（津島市）が管轄。
  - 美和交番

### 文化施設
- 美和町文化会館 - 大ホール 700席（内移動席50席）、車イス5席、親子席4席。
- 美和町図書館
- 美和公民館

### 福祉施設
- 美和総合福祉センターすみれの里

### 郵便局
- 美和郵便局
- 美和篠田郵便局
- 富塚郵便局

## 教育

### 高等学校
- 愛知県立美和高等学校

### 中学校
- 美和町立美和中学校

### 小学校
- 美和町立美和小学校
- 美和町立正則小学校
- 美和町立篠田小学校
- 美和町立東小学校

## 姉妹都市・提携都市

### 海外
フレンドシップ相手国
2005年に開催された愛知万博で、愛知県内の市町村(名古屋市を除く｡)が120の万博公式参加国をそれぞれ「一市町村一国フレンドシップ事業」としてフレンドシップ相手国として迎え入れた。
- ベトナム

## 交通
町内にバス路線はない。また、町内を一般国道、高速道路は通っていない。
高速道路の最寄りインターは東名阪自動車道の蟹江インターなど。

### 鉄道路線
- 名古屋鉄道
  - 津島線：木田駅

### 主要地方道
- 愛知県道79号甚目寺佐織線
- 愛知県道65号一宮蟹江線（西尾張中央道）

## 名所・旧跡・観光スポット・祭事・催事
- 蜂須賀蓮華寺
- 蜂須賀小六顕彰碑
- 菊泉院
- 福島政則生誕地碑
- 蜂須賀城趾
- 神明社
- 八剱社
- 美和町歴史民俗資料館

## 出身著名人
- 蜂須賀正勝（小六）
- 福島正則
- 福島高晴
- 小川關治郎
- 石川ひとみ
- 加納虹輝